# Norbert Spehner
 (octobre 2015).
Si vous disposez d'ouvrages ou d'articles de référence ou si vous connaissez des sites web de qualité traitant du thème abordé ici, merci de compléter l'article en donnant les références utiles à sa vérifiabilité et en les liant à la section « Notes et références ».
Norbert Spehner, né le 21 octobre 1943 à Sarreguemines (Moselle annexée), est un spécialiste franco-canadien des littératures de genre, notamment de la science-fiction et du fantastique, du roman policier et du western. Il est aussi critique, chroniqueur, essayiste, bibliographe, écrivain. Il vit à Longueuil (Québec) depuis septembre 1968.

## Biographie

### En France
Il a passé son enfance et son adolescence à Saint-Avold où il a étudié au Lycée Poncelet. À la rentrée de 1961, il est nommé surveillant d’externat, puis maître auxiliaire de français et d’allemand dans ce même lycée où il restera jusqu’en juin 1968. Pendant cette période, il fait des études universitaires en Lettres à Metz, Sarrebruck et Nancy où il obtient une licence ès Lettres en 1967. En 1965, à titre de vice-président de la Maison des jeunes de Saint-Avold, il organise avec son ami et collègue André Rousseau, un Festival des jeunes qui connaît un grand succès local. Amateur de musique, il joue de la guitare (à la manière des Shadows et des Spotnicks) dans un petit groupe appelé d’abord les Black Ties puis le Blues Quartet, groupe dans lequel on retrouve, entre autres, Robert Lanwert, Kasimir "Cajou" Krystof, François Dom, André Rousseau, et son frère Jean-Marie Spehner. Brefs moments de gloire, le groupe passe à la télévision de Radio-Luxembourg et, à différentes occasions, joue dans des spectacles locaux où passent des vedettes débutantes comme Nicole Croisille, Jean Ferrat, François Deguelt ou Georges Chelon. Le groupe est dissous en 1966.
En 1967, il épouse Evelyne Scholtus, une amie d’enfance, originaire de Bouzonville et institutrice à Dalem. Ils auront deux enfants, Laurine (1972) et Caroline (1974).

### Au Canada
En 1968, il part enseigner au Québec comme coopérant. Il est nommé professeur de français au collège Édouard-Montpetit de Longueuil, où il enseignera pendant trente-cinq ans.
En 1969, il est scénariste du Pavillon de l’Insolite sur le site de l’exposition Terre des hommes où il travaille sous la direction de Michel Lambert puis de Linda Corriveau. Au cours des quelques années passées à l’Expo, il aura l’occasion de rencontrer de nombreuses spécialistes des grandes énigmes ou des ufologues de renom parmi lesquels Charles Berlitz, Ivan T. Sanderson, Henri Bordeleau, etc.
En 1974, il est rédacteur en chef de la revue UFO-Québec, organisme officiel d’un groupe d’études du même nom dont il est un membre fondateur. Il ne restera que quelques mois à la barre de cette publication et cessera toute activité ufologique par la suite.
En 1977, il obtient une Maîtrise es Arts à l’Université de Montréal. Son sujet de maîtrise: une bibliographie internationale des études sur le fantastique.
En 1978, il obtient sa citoyenneté canadienne.

### Le père de la science-fiction et du fantastique québécois
Au cours de sa longue carrière de professeur, il va se spécialiser dans les littératures de genre. C’est ainsi qu’il a fait découvrir la science-fiction, le fantastique, la fantasy et le roman policier à plusieurs générations d’étudiants enthousiastes. Fan de fantastique et de science-fiction, Il entame alors une collaboration fructueuse avec diverses publications européennes (L’Aube enclavée, Horizons du fantastique) ou québécoises, comme Perspectives, Nous, Proscope, etc.
En septembre 1974, avec l’aide d’un groupe d’étudiants particulièrement motivés, parmi lesquels on peut mentionner Gilbert Rodrigue, Charlotte Charest, Vincent Rivet, Daniel Lapointe, Jean-Guy Prévost, il va publier le premier numéro de Requiem qui deviendra Solaris en août 1979. Il dirigera la revue jusqu’en 1983. Solaris est aujourd’hui la plus ancienne des revues de science-fiction francophones. Le dynamisme de Spehner et sa contribution à l’émergence du genre lui ont valu le titre de « père de la science-fiction québécoise ».
En 1981, il commence une collaboration fructueuse avec les éditions du Préambule, dirigées par Benoît Patar. Il devient directeur de trois collection :
1. Chroniques du futur, dans laquelle il publie les futurs ténors de la SFQ : Élisabeth Vonarburg, René Beaulieu, Esther Rochon, Jean-Pierre April, Daniel Sernine, Jean-François Somcynsky, Francine Pelletier et l’anthologie Aurores boréales 1 (dont il est le directeur).
2. Chroniques de l’au-delà, dans laquelle paraissent des œuvres de Carmen Marois et Daniel Sernine.
3. Paralittératures, collection dans laquelle il publie une bibliographie du roman historique (Yvon Allard) et ses propres bibliographies du fantastique, de la science-fiction et du roman policier (en collaboration avec Yvon Allard). Dans le volet « fiction » de cette même collection, il fera paraître le premier roman de Jean-Jacques Pelletier, L’Homme trafiqué. Sa collaboration avec le Préambule prend fin en 1991.

Au cours de cette même période, il collabore occasionnellement avec diverses revues culturelles comme Lettres québécoises, 24 images, Québec français, ou Science Fiction Studies.

### Après Solaris
De 1987 à 1990, il est chroniqueur de science-fiction/fantastique pour les émissions Littératures parallèles et Littératures actuelles, à la radio de Radio-Canada.
De 1991 à 1995, il dirige la collection « Études paralittéraires » chez Nuit Blanche éditeur (Québec), maison dirigée par Guy Champagne. Dans cette collection il publie divers essais de Julia Bettinotti, Pascale Noizet, Paul Bleton et son ouvrage sur les tueurs en série dans la fiction, Les Fils de Jack l’Éventreur. Dans la même période, à titre de chercheur autonome, il participe aux travaux de recherche d’un groupe d’études sur les littératures populaires (Julia Bettinotti, Paul Bleton, Richard Saint-Germain) à l’université du Québec à Montréal.
En 1992, pendant un peu plus d’un an, il est critique de science-fiction au quotidien Le Devoir. L’expérience s’avère extrêmement décevante. La même année, il est responsable de la rubrique « SF et fantastique au Québec » dans la série « L’Année de la fiction » publiée par les éditions Encrage, à Amiens. La collaboration dure quelques années.
En novembre 1993, il publie le premier numéro de Marginalia, le bulletin bibliographique des études internationales sur les littératures et le film populaires. Toujours disponible, ce bulletin trimestriel a dépassé la centaine de numéros. Il est envoyé gratuitement à plus de 200 chercheurs et spécialistes des littératures populaires en France, Italie, Allemagne, Canada, Espagne, Angleterre et États-Unis.
En 1994, il publie des critiques dans la revue littéraire Nuit Blanche.
À partir de 1995, il publie plusieurs bibliographies dans la revue universitaire américaine Para*Doxa : études sur les paralittératures, le western, le roman noir, le roman érotique, etc. et dans diverses publications européennes comme Les Cahiers pour la littérature populaire, ou Les Cahiers de l’imaginaire, et le zine québécois Horrifique, etc.
En 2000, il fait paraître Le Roman policier en Amérique française, un essai bibliographique majeur qui lui vaut une couverture médiatique impressionnante et avec lequel il remporte le prix Arthur-Ellis de la meilleure production francophone 2001, prix décerné par l'association Crime Writers of Canada.
L’été de cette même année, il publie une première nouvelle fantastique Entretien avec une boîte de chaussures dans le numéro 134 de Solaris. Depuis, il en a écrit et publié plusieurs autres notamment dans Alibis et en anthologie.
En 2001, il participe à la création d’Alibis, une revue consacrée à la littérature policière, dont il devient un collaborateur régulier comme critique, chroniqueur, responsable de la section critique et… écrivain.
En 2002, à la demande de Jocelyne Lepage, directrice du cahier Lectures, il devient chroniqueur de polars au quotidien La Presse, en remplacement de Gilbert Grand.
Il prend sa retraite de l’enseignement, le 14 janvier 2004.
En 2006, il commence à collaborer sur une base régulière avec le magazine culturel Entre les lignes comme critique de polars et reprend une collaboration trop longtemps interrompue avec Solaris.
Au cours des dix dernières années, il a aussi collaboré à plusieurs collectifs et ouvrages de référence : une bibliographie du polar canadien, le dictionnaire des littérature populaires (Claude Mesplède), un dictionnaire des littératures populaires (Daniel Compère), L’année de la science-fiction et du fantastique québécois (Claude Janelle) et un projet inédit d’encyclopédie de la science-fiction et du fantastique dirigée par Jacques Goimard.
En 2009, il commence à collaborer avec la revue littéraire Le Libraire.
À partir du  15 janvier 2014, il fait paraître toutes les deux semaines une critique  de romans policiers dans l'hebdomadaire Le Placoteux (édition Kamouraska/L'Islet) à la Pocatière.

## Œuvres

### Livres
- Écrits sur le fantastique, Le Préambule, coll. "Paralittératures", Longueuil, 1986  (ISBN 2-89133-077-3)
- Écrits sur la science-fiction, Le Préambule, coll. "Paralittératures", Longueuil, 1988  (ISBN 2-89133-092-7)
- Écrits sur le roman policier (avec Yvon Allard), Le Préambule, coll. "Paralittératures", Longueuil, 1990  (ISBN 2-89133-121-4)
- Écrits sur le roman d’espionnage, Nuit blanche, coll. "Études paralittéraires", Québec, 1994  (ISBN 2-921053-23-3)
- Les Fils de Jack l’Éventreur, (Essai bibliographique), Nuit blanche, coll. "Études paralittéraires", Québec, 1995  (ISBN 2-921053-37-3)
- Dracula, opus 300, Ashem Fictions, coll. "Documents & Essais, 1), St.-Hyacinthe, 1996  (ISBN 2-9804265-7-1)
- Frankenstein, opus 410, Ashem Fictions, coll. "Documents & essais, 2), St.-Hyacinthe, 1997   (ISBN 2-9804265-9-8)
- Jekyll & Hyde, opus 600, Ashem Fictions, coll. "Documents & essais), St.-Hycinthe, 1997  (ISBN 2-9804265-8-X)
- Le Roman policier en Amérique française, éditions Alire, Québec, 2000  (ISBN 2-922145-45-X)
- Scènes de crimes. Enquêtes sur le roman policier contemporain, éditions Alire, Québec, 2007  (ISBN 978-2896150182)
- Le Roman policier en Amérique française, tome 2, 2000-2010, éditions Alire, Lévis, 2011  (ISBN 978-2-89615-070-0)
- Le Détectionnaire, éditions Alire, Lévis, 2016,  (ISBN 978-2-89615-160-8)
- Le Roman policier en Amérique française, tome 3, 2011-2020, éditions Alire, Lévis, 2022  (ISBN 978-2-89615-070-0)

### Collaborations
- Jacques Goimard, L’Année de la science-fiction et du fantastique, éditions Julliard, France, 1979-1982
- Jean-Claude Alizet, L’Année de la fiction, Encrage, 1993-1997
- David Skene-Melvin, Canadian Crime Fiction, The Battered Silicon Dispatch Box, Ontario, 1996
- Hugues Morin, Stephen King : trente ans de terreur, éditions Alire, 1997
- Alain Bergeron, Laurine Spehner, The X-Files : radiographie d’une série culte, éditions Alire, 1999
- Claude Mesplède, Dictionnaire des littératures policières, éditions Joseph K, 2003-2007
- Daniel Compère, Dictionnaire des littératures populaires, éditions du Nouveau Monde, 2007
- André G. Turcotte (dir.), Confrontation des écrivains d'hier à aujourd'hui, Thomson/Modulo, 2006
- Collectif, James Bond (2)007: anatomie d'un mythe populaire, Bélin, 2007
- Dominique Girard, L'Art d'écrire un roman: guide pratique, Agence littéraire Trait d'union, 2016
- Pierre Hébert, Bernard Andrès, Alex Gagnon, Atlas littéraire du Québec, Fidès, 2020

### Articles
- L’homme a trouvé son maître : le robot, Perspectives, Montréal, vol. 13, no 47, 21 novembre 1971
- Les monstres des temps perdus, 'Proscope',  Montréal,  vol. 3,  no1,  janvier 1972
- Le triangle infernal, 'Proscope',  vol. 3,  no 2,  février 1972
- Passé, futur, passé, futur, 'Perspectives',  vol. 14,  no 19,  6 mai 1972
- Torcon 2 (Journal de...), 'Horizons du fantastique',  no 26, 1974
- Et s'il y avait un million de civilisations plus évoluées que les nôtres ?, 'Perspectives',  vol. 16,  no 19, 1974
- Un homme préhistorique en plein XXe siècle ?, 'Perspectives',  vol. 16,  no 12, 1974
- Les prophètes de malheur, 'Perspectives',  vol. 16,  no 19,  11 mai 1974
- 2001, Odyssée dans les spasmes, 'Nous',  vol. 1,  no 11,  avril 1974
- La littérature fantastique au Québec, 'Requiem',  vol. 1,  no 4,  avril-mai 1975
- Les carnets d'un sceptique, 'UFO-Québec',  no 8, 1976
- La Fin de la Terre (Emmanuel Desrosiers), 'Requiem',  vol. 3,  no 6,  décembre 1977
- En direct d'Amianteville : une entrevue avec Michel Belil, 'Requiem',  vol. 4,  no 3,  mai 1978
- Science fiction in Québec : A Historical Survey, 'Boréalis',  vol. 1,  no 1,  été 1978
- Notes sur le fantastique, 'Requiem',  vol. 4,  no 5,  octobre 1978
- Jacques Sadoul : rencontres d'un troisième type, 'Présent',  no 8,  octobre 1978
- Trois voyages dans l'imaginaire, 'Lettres québécoises',  no 15,  août-septembre 1979
- Le retour des vampires (avec Luc Pomerleau), 'Solaris',  vol. 5,  no 5,  (30) décembre 1979
- La SF et le fantastique au Québec : L'Été de Jessica, 'Requiem',  vol. 5,  no 1, 1979
- Science Fiction in Québec : A Survey (avec Elisabeth Vonarburg), 'Science Fiction Studies',  no 21,  juillet 1980
- Dossier : la science-fiction, 'Québec français',  no 42, 1981
- Postface, 'Légendes de Virnie' (René Beaulieu),  Longueuil,  Le Préambule, 1981
- Lettre du Québec, 'L'Année de la science-fiction et du fantastique' (Jacques Goimard),  Julliard,  1980 à 1982.
- Présentation de la revue 'Solaris', 'Clair d'ozone',  Levallois-Perret,  (Spécial Québec), 1983
- Répertoire bibliographique des instruments paralittéraires au Québec, 'Cahiers pour la littérature populaire',  no 8-9, 1987
- La bibliothèque du vampire (bibliographie thématique), 'Carfax',  no 29 et 31, 1987
- Bibliothèque de références (Chronique régulière jusqu'au numéro 110.), 'Solaris',  vol. 13,  no 4, -76, 1987
- Le roman western : 1940-1949, 'Les Cahiers de l'imaginaire',  no 27-28,  septembre 1989
- Meurtres imparfaits... ou des hauts et des bas de quelques polars québécois, 'Nuit blanche',  no 57, 1994
- Les éditions françaises de Dracula, 'Requiem. Archives du vampirisme',  no 9, juillet 1994
- Tant qu'il y aura des hommes...ou les grands romans de la guerre du Pacifique, 'Nuit blanche',  no 59, 1995
- Doit-on lire les romans policiers québécois ?, 'Nuit blanche',  no 60, 1995
- C. S. Forester, aventurier des mers, 'Nuit blanche',  no 60, 1995
- (S)ex-libris, 'Paradoxa',  vol. 2,  no 2, 1996
- Paralittératures: les indispensables (bibliographie), 'Études littéraires',  vol. 30,  no 1,  automne 1997
- Le Capitaine Vampire',  ou 18 ans avant Dracula, un roman de vampire jusqu'ici inconnu, 'Solaris',  no 125, 1998
- Science-fiction et fantastique au Québec, 'L'Année de la fiction' (Jean-Claude Alizet),  Encrage,  1995 à 1998
- Écrits sur Stephen King, 'Stephen King : trente ans de terreur' (Hugues Morin),  Québec,  Alire, 1997
- L'amour,  toujours l'amour : the popular love story, 'Paradoxa',  vol. 3,  no 1-2, 1997
- Wanted ! A Selective Roundup of Secondary Sources about the Western, 'Paradoxa',  vol 4,  no 9, 1998
- Le Masque Western : anatomie d'une collection, 'Amours,  aventures et mystères' (Paul Bleton,  dir.),  Nota Bene, 1998
- Du sang sur la feuille d'érable, ou enquête sur le roman policier canadien, 'Polar',  no 20, 1998
- Crimes imparfaits... ou le cas du roman policier québécois, 'Polar',  no 20, 1998
- Biblio-X-Graphie (sur la série X-Files), 'The X-Files. Anatomie d'une série culte' (L. Spehner & A. Bergeron),  Alire, 1999
- Conan, the Librarian : a Selected Bibliography about Fantasy, 'Paradoxa',  vol. 5,  no 13-14,  1999-2000
- A Bibliography of Secondary Sources on Noir-Novel and Film, 'Paradoxa',  no 16, 2001
- En guerre : action,  mémoire et signes de la guerre représentée  (avec Paul Bleton), 'Hostilités' (Paul Bleton dir.),  Nota Bene, 2001
- Écrits sur le récit de guerre, La bibliothèque de Rambo, 'Hostilités' (Paul Bleton dir.),  Nota Bene, 2001
- Le corbeau et le polar" (sur Edgar Allan Poe), 'Alibis',  no 2,  printemps 2002
- Homo Sapiens & Homo Globine,  ou les avatars du vampire, 'Belphégor',  vol. 1,  no 2,  juin 2002
- Jack l'Éventreur : de l'énigme criminelle à la littérature policière, 'Alibis',  no 3,  été 2002
- Les romans policiers de J. Robert Janes (en), 'Alibis',  no 5,  hiver 2003
- Le crime en vitrine, 'Alibis',  no 5,  hiver 2003 ( et suivants...)
- Georges Simenon : à propos du centenaire (bibliographie), 'Alibis',  no 7,  été 2003
- Au commencement était le crime !, supplément de 'La Presse' (Catalogue du Salon du Livre),  novembre 2003
- Dix limiers populaires, supplément de 'La Presse' (Catalogue du Salon du Livre),  novembre 2003
- Trente chefs-d'œuvre du roman policier, supplément de 'La Presse' (Catalogue du Salon du Livre),  novembre 2003
- L'horreur dans la bibliothèque !, 'Belphégor',  vol. 3,  no 2,  avril 2004
- Les polars historiques de Caroline Roe, 'Alibis',  no 12,  automne 2004
- Ces détectives qui venaient du froid,  ou la filière scandinave, 'Alibis',  no 15,  été 2005
- Écrivains réels & enquêteurs fictifs : notes sur un sous-genre du polar historique, 'Alibis',  no 16,  automne 2005
- Jules Verne : publications autour d'un centenaire, 'Solaris',  no 156,  automne 2005
- Bibliobulles : bibliographie des études sur la bande dessinée, 'Belphégor',  vol. 5,  no 1,  décembre 2005
- Splendeurs et misères : le cas du roman policier québécois, Québec français,  no 141,  printemps 2006
- Le polar cubain (bibliographie), 'Alibis',  no 18,  printemps 2006
- Western & roman policier : réflexions sur la frontière entre deux genres populaires, 'Alibis',  no 17,  hiver 2006
- Polars & jazz, 'Alibis',  no 21,  hiver 2007
- Alimentaire, mon cher Watson !, 'Alibis',  no 22,  printemps 2007
- Krimi ! Le roman policier en Allemagne, 'Alibis',  no 23,  été 2007
- Dossier polar : les plaisirs coupables de la lecture de polars (dir.), 'Entre les lignes',  vol. 3,  no 4,  été 2007
- Le roman policier,  ou il était une fois le crime..., 'Entre les lignes',  vol. 3,  no 4,  été 2007
- Du sang sur la fleur de lys : le polar québécois, 'Entre les lignes',  vol. 3,  no 4,  été 2007
- Bref panorama des grandes collections policières, 'Entre les lignes',  vol. 3,  no 4,  été 2007
- Bibliographie et filmographie, 'James Bond (2)007: anatomie d'un mythe',  (F. Hache-Bisette,  et al.),  Belin, 2007
- Pouvoir et fiction : le roman d'espionnage, 'Entre les lignes',  vol. 4,  no 2,  hiver 2007
- Références & revues : en marge de l'académie du crime, 'Alibis',  no 25,  hiver 2008
- Vie,  mort et résurrection d'Edgar Allan Poe, 'Alibis',  no 26,  printemps 2008
- Crimes dans la vieille capitale, 'Alibis',  no 27,  été 2008
- Québec noir, 'Entre les lignes',  vol. 4. no 4,  été 2008
- Sur la piste du roman policier québécois, 'Vues du Québec',  (Aurélien Boivin,  Chantale Gingras et Steve Laflamme,  dirs.),  Publications Québec Français,  Québec, 2008
- Les Mystères de Nikola Tesla, 'Alibis',  no 32,  automne 2009
- La Guerre des ombres : panorama du roman d'espionnage contemporain, 'Alibis',  no 34,  printemps 2010
- Billy the Kid : bibliographie sélective et filmographie complète, 'Zanzibar Quarterly & Cie',  no 1,  printemps 2010
- La Vie comme un roman noir, 'Alibis',  no 35,  été 2010
- Du sang neuf sur la feuille d'érable, 'Alibis',  no 36,  automne 2010
- Destination: scènes de crime, 'Alibis',  no 37,  hiver 2011
- Écrits de l'ombre (Études & essais sur le roman et le film d'espionnage), 'Belphégor',  Vol.10, no 1, avril 2011
- La Crème du crime, 'Zinc',  no 23, 2011
- Crimes en terre étrangère, 'Alibis',  no 39,  été 2011
- Le Polar scandinave, suivi de 10 incontournables, 'Entre les lignes',  vol. 8,  no 4,  été 2012
- Safari polar : scène de crime: l'Afrique, 'Alibis',  no 43,  été 2012
- Le Musée québécois du crime: Le Philtre bleu, de Jean Féron, 'Alibis',  no 44,  automne 2012
- Géographie du crime: Montréal, ville ouverte, 'Alibis',  no 50,  printemps 2014
- Polar historique : Le cas Richard III, 'Alibis',  no 52,  automne 2014
- Le roman western:vers un renouveau du genre ?, 'Les Libraires',  no 89,  juin-août 2015
- Le Polar québécois : bilan de santé objectif, 'Alibis',  no 57,  hiver 2016
- Conversation avec Norbert Spehner autour du Détectionnaire, 'Alibis',  no 60, automne 2016
- Le roman policier au Québec, dans Atlas Littéraire du Québec (Pierre Hébert, Alex Gagnon, Bernard Andrès), Fidès, 2020
- Le cas du roman policier québécois, dans 813 La revue des littératures policières, no 143, 2022

### Nouvelles
- Entretien avec une boite de chaussure, Solaris n°134, 2000
- Satanigrad, ou le sourire du démon, Noires sœurs, L'œil du sphinx, 2002, réédition dans Solaris, no 231,  avril 2024.
- Le Treizième Homme, Alibis n°4, 2002
- Crimes parfaits pour les nuls, Alibis n°6, 2003
- Avis de tempête, Alibis n°22, 2007
- Le Monde change!, Alibis n°25, 2008
- Crépuscule sur Mars, Solarisn°192, 2014

## Prix
- 1979 : prix Boréal (pour sa contribution au milieu de la SF)
- 1986 : prix Boréal (pour l’ensemble de sa contribution à la SFQ)
- 1987 : prix Boréal (pour meilleur essai critique, Écrits sur le fantastique)
- 1988 : grand prix de la science-fiction française (pour  Écrits sur la science-fiction)
- 2000 : prix Arthur-Ellis (meilleure production francophone en polar canadien, Le Roman policier en Amérique française)
- 2008 : nomination au prix Arthur-Ellis, meilleure production francophone, Scènes de crimes)
- 2009 : diplômé d'honneur de la Faculté des arts et des sciences de l'Université de Montréal[1]

## Sources
- Claude Mesplède, Dictionnaire des littératures policières, Nantes, Jérome K., 2003, 1086 p., p. 811-812
- Claude Janelle, Le Daliaf, dictionnaire des auteurs de littérature de l'imaginaire en Amérique française, Lévis (Qué.) Alire, 2011, p. 464
- David Skene-Melvin, Canadian Crime Fiction, Shelburne (ON), The Battered Silicon Dispatch Box, 1996, p. 208